# Tháng 3 năm 2010
Tháng 3 năm 2010 bắt đầu vào Thứ Hai và kết thúc sau 31 ngày vào Thứ Tư.

## Chủ đề:Thời sự
| Thứ hai, ngày 1 tháng 3 |
| - Theo The Wall Street Journal, trận bão Xynthia cuối Đông tan sau khi mang theo cuồng phong và mưa tầm tả quét qua châu Âu ngày 28 tháng 2 năm 2010 làm tả tơi nước Pháp và bốn quốc gia khác, để lại ít nhất là 51 tổn thất về nhân mạng. - Tổng thống tân cử José Mujica tuyên thệ nhiệm chức và trở thành nhà lãnh đạo cánh tả cánh thứ nhì liên tiếp tại Uruguay, quốc gia suốt 150 năm cho đến 2005 chính quyền ở trong tay cánh hữu hay quân đội. - Quân Afghanistan yểm trợ Thủy quân Lục chiến Mỹ trong trận chiến giành quyền kiểm soát của Taliban ở tỉnh Helmand, cho thấy có nhiều tiến bộ so với một trận đánh tương tự hồi mùa hè năm 2009, một cấp chỉ huy TQLC Hoa Kỳ nhận xét, tuy nhiên, quân Afghanistan cần được huấn luyện nhiều hơn nữa. - Nhân vật lãnh đạo cao cấp tổ chức Hamas, sheik Hassan Yousef công khai tuyên bố từ con, ít ngày sau khi đứa con trai của ông, Mosab Hassan Yousef, tiết lộ từng làm do thám cho Israel từ năm 1997 đến 2007 và giúp giới hữu trách săn lùng thành viên của tổ chức Hồi giáo nổi dậy này. |

| Thứ ba, ngày 2 tháng 3 |
| - Quân đội Pakistan chiếm được một cứ địa quan trọng của Taliban và al-Qaeda được đục sâu vào trong núi ở khu vực gần biên giới với Afghanistan, sau khi hạ sát khoảng 75 phiến quân, gồm cả thành phần bản xứ và ngoại quốc. |

| Thứ tư, ngày 3 tháng 3 |
| - Tình trạng hạn hán trầm trọng khiến mực nước sông Cửu Long xuống thấp nhất từ gần 20 năm qua, khiến một số tàu hàng và tàu chở khách du lịch phải ngưng hoạt động trên thủy lộ Châu Á quan trọng, vốn là mạch sống của 65 triệu người ở sáu quốc gia. Việc mực nước xuống quá thấp phần lớn vì mùa mưa năm 2009 chấm dứt quá sớm và mưa quá ít, chứ không phải do các đập xây ở thượng nguồn, theo bản báo cáo của Ủy ban Sông Mê Kông. |

| Thứ năm, ngày 4 tháng 3 |
| - Một trận động đất mạnh ở mức 6,4 độ Richter làm rung chuyển khu vực nam Đài Loan khiến dân chúng hoảng sợ, gây gián đoạn liên lạc viễn thông và tạo ra ít nhất là một đám cháy. Có 64 người được báo cáo là bị thương tích. - Tờ Associated Press ghi nhận rằng Abdullah Gulam Rasoul là người có thể được đưa lên giữ vị trí thứ nhì trong giới lãnh đạo Taliban ở Afghanistan thay thế cho Mollah Abdul Ghani Baradar sau khi ông này bị bắt tại Pakistan. |

| Thứ sáu, ngày 5 tháng 3 |
| - Bốn vụ chạm súng trên Ấn Độ Dương chứng tỏ lực lượng Hải quân Quốc tế đã chuyển đổi phương cách đối phó với hải tặc Somalia. - Thành phần băng đảng võ trang hùng hậu vào tối, phục kích một đoàn xe cảnh sát liên bang trên xa lộ ở Mexico, tại một trong những tiểu bang đang có cuộc chiến ma túy đẫm máu nhất, làm thiệt mạng hai cảnh sát và bị thương ba người khác. |

| Thứ bảy, ngày 6 tháng 3 |
| - Nổi dậy tại Philippines: - Thành phần du kích Cộng sản phục kích một trung đội lính chính phủ Philippines đang trên đường trở về căn cứ tại khu vực phía Nam thủ đô Manila, hạ sát ít nhất 11 người và làm bị thương bảy người khác, một trong những tổn thất nặng nề nhất quân đội chính phủ gặp phải thời gian gần đây. |

| Chủ nhật, ngày 7 tháng 3 |
| - Có ít nhất 500 người, hầu hết theo đạo Cơ Đốc, bị thảm sát trong bạo động tôn giáo ở ngôi làng Dogo Nahawa, gần thành phố Jos ở phía Bắc Nigeria. - Một nghi can al-Qaeda gốc Mỹ, Sharif Mobley, bị giam tại Yemen thuyết phục người lính canh hãy tháo xiềng cho anh ta để hai người cùng cầu nguyện với nhau nhưng rồi giật súng bắn chết người lính này trong dự tính vượt ngục bất thành. |

| Thứ hai, ngày 8 tháng 3 |
| - Trong một bản báo cáo quan trọng về vấn đề bình đẳng giới tính, Chương trình Phát triển Liên Hợp Quốc ước tính Châu Á có mức chênh lệch giới tính ở trẻ sơ sinh cao nhất thế giới, là 119 bé trai so với 100 bé gái. Mức độ này vượt quá mức trung bình toàn cầu là cứ 107 bé trai lại có 100 bé gái. - Một cơn địa chấn cường độ 6,1 đánh vào sáu ngôi làng thuộc tỉnh Elazığ, ở miền Đông Thổ Nhĩ Kỳ, cách thủ đô Ankara 550 cây số về hướng Đông lúc trước rạng đông, làm sụp đổ nhà cửa, đền đài Hồi giáo, và gây tử vong cho ít nhất là 42 người, và 74 bị thương. Lưu trữ ngày 9 tháng 3 năm 2010 tại Wayback Machine - Chính quyền Cuba mạnh mẽ đả kích việc báo chí ngoại quốc loan tải cuộc tuyệt thực của nhà bất đồng chính kiến Guillermo Fariñas, gọi đây là nỗ lực bôi xấu nền chính trị tại quốc gia này. |

| Thứ tư, ngày 10 tháng 3 |
| - Tổng thống Indonesia Susilo Bambang Yudhoyono xác nhận rằng Dulmatin, một tay chế tạo bom tình nghi chủ mưu các vụ nổ bom trên đảo Bali, bị giết trong cuộc hành quân của cảnh sát tại thủ đô Jakarta và hứa sẽ tiếp tục săn lùng thành phần quá khích trong bài diễn văn đọc trước Nghị viện Úc. - Nhà cầm quyền Myanmar ban hành luật bầu cử mới, chiếu theo đó, lãnh tụ dân chủ Aung San Suu Kyi không những bị cấm ra tranh cử, mà còn có nguy cơ bị trục xuất ra khỏi Đảng Liên minh Dân tộc vì Dân chủ do chính bà thành lập. Lưu trữ ngày 9 tháng 3 năm 2011 tại Wayback Machine - Forbes loan báo nhà tỷ phú viễn thông México, Carlos Slim Helú, được coi là người giàu nhất thế giới - người đầu tiên từ một quốc gia đang phát triển - cho thấy Hoa Kỳ và châu Âu nay không còn giữ được vị trí hàng đầu trong hội các nhà tỉ phú thế giới. |

| Thứ năm, ngày 11 tháng 3 |
| - Một loạt các dư chấn từ vụ động đất lớn hồi tháng 2 làm rung chuyển Chile trong lúc tân Tổng thống Sebastian Pinera đang làm lễ tuyên thệ nhậm chức. Chính quyền ngay sau đó kêu gọi dân chúng ở sát bờ biển hãy dời vào khu đất cao hơn để tránh nguy cơ sóng thần có thể xảy ra. - Tối cao Pháp viện Bangladesh bác bỏ việc truy tố nữ Thủ tướng Sheikh Hasina vì tham nhũng khoảng $2 tỷ, chiến thắng pháp lý lần thứ năm của bà chỉ trong một tháng, theo lời công tố viên chính phủ. Lưu trữ ngày 15 tháng 4 năm 2010 tại Wayback Machine |

| Thứ sáu, ngày 12 tháng 3 |
| - Hai người nổ bom tự sát nhắm vào đoàn xe quân đội kích hỏa chỉ cách nhau vài giây, làm thiệt mạng ít nhất 43 người (có khoảng 10 binh sĩ trong số này) và làm bị thương chừng 100 người khác. Đây là vụ tấn công gây tổn thất lớn lao ở Pakistan trong tuần này, cho thấy thành phần phiến quân Pakistan đang gia tăng các hành vi bạo động sau một thời gian lắng đọng. - Thành phần chống chính phủ tại Thái Lan khởi sự kéo về thủ đô Bangkok bằng đủ mọi phương tiện để tham gia cuộc biểu tình tuần hành vĩ đại với hy vọng sẽ làm tê liệt nơi này và buộc Thủ tướng Abhisit Vejjajiva phải tổ chức bầu cử lại. Giới hữu trách đối phó bằng cách huy động khoảng 50.000 cảnh sát viên và thiết lập hơn 200 nút chặn quanh thủ đô Bangkok. |

| Thứ bảy, ngày 13 tháng 3 |
| - Tòa Thánh Vatican lên án điều gọi là nỗ lực nhằm kéo Đức Giáo hoàng Biển Đức XVI vào vụ tai tiếng liên quan đến các linh mục phạm tội ấu dâm ở vùng Bavaria, nói rằng ngài không bao giờ che chở cho những người phạm lỗi và luôn can đảm đối phó với các vụ liên quan tới lạm dụng tình dục trẻ nhỏ. - Các vụ nổ bom gây thiệt hại nhân mạng trầm trọng ở thành phố Kandahar nằm về phía Nam Afghanistan, là lời cảnh cáo đối với tướng chỉ huy lực lượng NATO tại quốc gia này rằng thành phần Taliban sẵn sàng đối phó với cuộc tấn công sắp xảy ra, nguồn tin từ phía phiến quân. |

| Thứ tư, ngày 17 tháng 3 |
| - Một tòa án ở Pakistan chính thức truy tố năm thanh niên trẻ Hoa Kỳ về tội âm mưu khủng bố tại quốc gia này, theo luật sư của họ, trong một vụ án tạo chú ý về mối nguy hiểm của khủng bố tuyển mộ người qua Internet. |

| Thứ năm, ngày 18 tháng 3 |
| - Thành phần dân quân Palestine từ Dải Gaza bắn một hỏa tiễn vào lãnh thổ Israel, làm thiệt mạng một công nhân Thái Lan, theo lời giới chức y tế Israel. Đây là tổn thất nhân mạng đầu tiên do pháo kích từ khi có cuộc hành quân vào phần đất Gaza hồi năm 2009. - Tại buổi điều trần ở quốc hội Hoa Kỳ về việc cho phép binh sĩ đồng tính được công khai phục vụ trong quân đội, cựu tư lệnh lực lượng NATO, Tướng John Sheehan nói rằng có sự liên hệ giữa thành phần đồng tính trong quân đội Hà Lan và vụ thảm sát Srebrenica. Ngày hôm sau, các giới chức chính phủ Hà Lan có phản ứng giận dữ. |

| Thứ sáu, ngày 19 tháng 3 |
| - Hai hãng xăng dầu Shell và Nexen thực hiện được một khám phá "quan trọng" về dầu lửa ở Vịnh Mexico. Hai công ty này tìm thấy dầu ở ô số 391 và 392 thuộc Mississippi Canyon trong cuộc thăm dò Appomattox ở độ sâu 2.200 mét. Một cuộc lượng định khác sẽ được bổ túc thêm nội trong năm 2010. |

| Thứ bảy, ngày 20 tháng 3 |
| - Núi lửa Eyjafjallajökull bùng lên gần một dải băng hà ở vùng Nam Iceland, bắn tro than và nham thạch lên trời, buộc hàng trăm gia đình ở các làng lân cận phải di tản ngày hôm sau. - Giới hữu trách sẽ mở lại cuộc tìm kiếm thiếu nữ Hoa Kỳ mất tích 5 năm trước ở Aruba, sau khi một cặp vợ chồng người Mỹ đưa ra tấm hình chụp dưới biển mà theo họ có thể là hài cốt của cô Natalee Holloway, một phát ngôn viên văn phòng công tố nói với báo chí. Lưu trữ ngày 16 tháng 2 năm 2010 tại Wayback Machine |

| Chủ nhật, ngày 21 tháng 3 |
| - Tổng thống Iraq Jalal Talabani lên tiếng đòi hỏi tái kiểm phiếu trong cuộc bầu cử nghị viện có các kết quả rất sát hồi tháng này, vốn là cuộc chạy đua giữa đương kim thủ tướng và một đối thủ chính trị với nhiều cáo buộc gian lận. Lưu trữ ngày 24 tháng 3 năm 2010 tại Wayback Machine |

| Thứ hai, ngày 22 tháng 3 |
| - Tổng Thư ký Liên Hợp Quốc Ban Ki-moon nhấn mạnh trong thông điệp nhân Ngày Nước Thế giới, cũng là chủ đề năm 2010 của Liên Hợp Quốc, là "có nhiều người chết vì nước dơ bẩn hơn là vì các hình thức khác nhau của bạo động, trong đó bao gồm cả chiến tranh." Lưu trữ ngày 20 tháng 4 năm 2010 tại Wayback Machine |

| Thứ ba, ngày 23 tháng 3 |
| - Chính quyền Anh loan báo quyết định trục xuất một nhà ngoại giao Israel khỏi nhiệm sở ở Luân Đôn vì có vấn đề sử dụng sổ thông hành Anh làm giả trong vụ ám sát Mahmoud al-Mabhouh, một viên chức cao cấp tổ chức khủng bố Hamas tại Dubai, tình nghi do cơ quan tình báo Mossad của Israel thực hiện. - Tại Brisbane, Úc, bác sĩ Jayant Patel của Hoa Kỳ, bị truy tố là đã gây ra cái chết của ba bệnh nhân, cũng từng sai lầm khi cắt bỏ ruột của một người đàn ông khiến người này cả đời phải chịu đau đớn và lúc nào cũng phải mang theo mình túi chứa chất thải. |

| Thứ tư, ngày 24 tháng 3 |
| - Vụ tranh chấp chủ quyền đảo Nam Talpatti từ suốt 30 năm giữa Ấn Độ và Bangladesh, kết thúc vì lãnh thổ này, một cù lao trong vịnh Bengal, chìm xuống dưới mặt biển. - Việc đồng Euro sụt giá và khả năng suy giảm khả năng trả nợ của Bồ Đào Nha tạo thêm áp lực lên các nhà lãnh đạo châu Âu để phải sớm đưa ra một kế hoạch cứu nguy Hy Lạp và ngăn chặn sự lan rộng của cuộc khủng hoảng làm yếu thêm đơn vị tiền tệ chung của họ. |

| Thứ năm, ngày 25 tháng 3 |
| - Các tay súng Taliban chiếm giữ một trạm kiểm soát gần biên giới Afghanistan gây ra các cuộc chạm súng khiến 5 binh sĩ chính phủ Pakistan và 32 phiến quân thiệt mạng tại Kalaya, trong khu vực quân đội đang chuẩn bị mở cuộc hành quân. Lưu trữ ngày 30 tháng 3 năm 2010 tại Wayback Machine |

| Thứ sáu, ngày 26 tháng 3 |
| - Sáng sớm (giờ địa phương), chiến hạm ROKS Cheonan của hải quân Hàn Quốc bị chìm ngoài ngơi một hòn đảo không xa hải phận Cộng hòa Dân chủ Nhân dân Triều Tiên. - Một phiên tòa ở Nhật chính thức tuyên bố vô tội cho Toshikazu Sugaya, người đàn ông trước đây bị gán cho tội giết chết một bé gái 4 tuổi. Tòa này đồng thời cũng ngỏ lời xin lỗi, một việc hiếm khi xảy ra, vì đã ép cung và kết tội lầm khiến ông ta phải ngồi lột hết 17 cuốn lịch. - Hai luật sư Nguyễn Văn Đài và Lê Thị Công Nhân của Việt Nam được Hội Quốc tế Nhân quyền tại Đức, trụ sở ở Frankfurt là tổ chức phi chính phủ, trao tặng giải thưởng mang tên thánh Stêphanô năm 2010 cho các sự can đảm đấu tranh vì quyền làm người. Lưu trữ ngày 3 tháng 4 năm 2010 tại Wayback Machine |

| Thứ bảy, ngày 27 tháng 3 |
| - Israel rút quân khỏi dải Gaza sau khi có các cuộc chạm súng với thành phần dân quân Palestine, được coi là dữ dội nhất kể từ sau cuộc tấn công vào Gaza hồi năm 2009. |

| Chủ nhật, ngày 28 tháng 3 |
| - Lính Pakistan đẩy lui cuộc tấn công của Taliban vào một căn cứ quân sự và oanh kích hai địa điểm tập trung của phiến quân gần biên giới Afghanistan, hạ sát 22 phiến quân trong khu vực đang có cuộc hành quân tảo thanh. |

| Thứ hai, ngày 29 tháng 3 |
| - Hai vụ nổ lớn trong ga điện ngầm tại Moskva, Nga làm ít nhất 38 người thiệt mạng. Sau đó, các biện pháp an ninh được gia tăng tại hệ thống xe điện ngầm ở New York và Washington D.C. cùng các thành phố Hoa Kỳ khác. - Chính quyền Cuba xác nhận là trong suốt 20 năm, Cuba săn sóc và điều trị cho 25.457 nạn nhân sinh ra sau vụ nổ lò phản ứng ở nhà máy hạt nhân Chernobyl, và còn tiếp tục cho đến ngày nay. - Hải tặc bắt giữ tàu hàng Iceberg I của Panama chỉ cách hải cảng 15 km. Con tàu này được báo cáo là đang đi trong Vịnh Aden, hướng về phía Somalia. |

| Thứ tư, ngày 31 tháng 3 |
| - Trang web tìm kiếm thông tin lớn nhất thế giới Google cho rằng họ phát giác được một trường hợp tin tặc được sử dụng để làm 'im tiếng' những người chống đối về dự án khai thác bô xít của Việt Nam. Công ty McAfee nói thủ phạm những vụ tin tặc có thể liên hệ đến nhà nước Việt Nam. - Lãnh tụ dân quân Hồi giáo ở Chechenskaya là Dokka Khamatovich Umarov lên tiếng nhận trách nhiệm cho những vụ nổ bom tàu điện ngầm ở Moskva hai ngày trước. Cũng trong ngày công bố này, có thêm hai vụ nổ bom tự sát khác nhắm vào giới chức chính quyền ở vùng Nam nước Nga làm thiệt mạng 12 người, kể cả chín cảnh sát viên. Theo Thủ tướng Vladimir Putin, các vụ nổ này có thể do nhóm dân quân tấn công đường xe điện ngầm thực hiện. |